# ウジェーヌ・ドマルセー

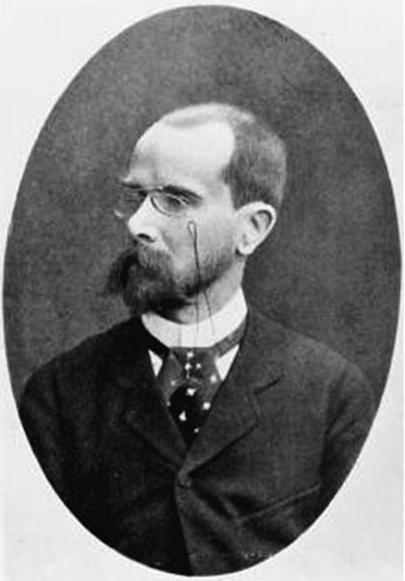
ウジェーヌ・ドマルセ

ウジェーヌ＝アントール・ドマルセ（Eugène-Anatole Demarçay、1852年1月1日 - 1903年3月5日）はフランスの化学者である。1901年にユウロピウムを発見した。
それまで単一だと思われていたサマリウムから、ドマルセはユウロピウムを分離した。ユウロピウムなどの希土類元素は化学的な性質が非常に似ており、相互に分離するのが困難である。より強力な光源を使い、スペクトルを明るくしたり、分別結晶法などを使用するなどして、1896年ユウロピウムを発見し、1901年に単離に成功した。ユウロピウムはヨーロッパのラテン語名から命名された。
1898年のマリ・キュリーらのラジウム・ポロニウムの発見に対しても、それらの微量な新元素を分光学的に検出するのに協力した。